# Besentschuk
Besentschuk (russisch Безенчу́к) ist eine Siedlung städtischen Typs in der Oblast Samara (Russland) mit 22.952 Einwohnern (Stand 14. Oktober 2010).

## Geografie
Die Siedlung liegt etwa 50 Kilometer südwestlich der Oblasthauptstadt Samara links der Wolga, deren äußerste linke Nebenarme etwa acht, der Hauptarm etwa 15 Kilometer von Besentschuk verlaufen. Etwas westlich der Siedlung fließt das gleichnamige Flüsschen Besentschuk in Richtung Wolga.
Besentschuk ist Verwaltungszentrum des gleichnamigen Rajons Besentschuk.

## Geschichte
Der Ort entstand 1886 und erhielt 1958 den Status einer Siedlung städtischen Typs.

### Bevölkerungsentwicklung
| Jahr | Einwohner |
| ---- | --------- |
| 1939 | 4.117     |
| 1959 | 10.376    |
| 1970 | 12.605    |
| 1979 | 17.670    |
| 1989 | 23.650    |
| 2002 | 23.921    |
| 2010 | 22.952    |

Anmerkung: Volkszählungsdaten

## Kultur und Bildung
In der Siedlung befindet sich das Samaraer N.-M.-Tulaikow-Landwirtschafts-Forschungsinstitut. Es gibt eine Landwirtschafts- und eine Medizinfachschule.

## Wirtschaft und Infrastruktur

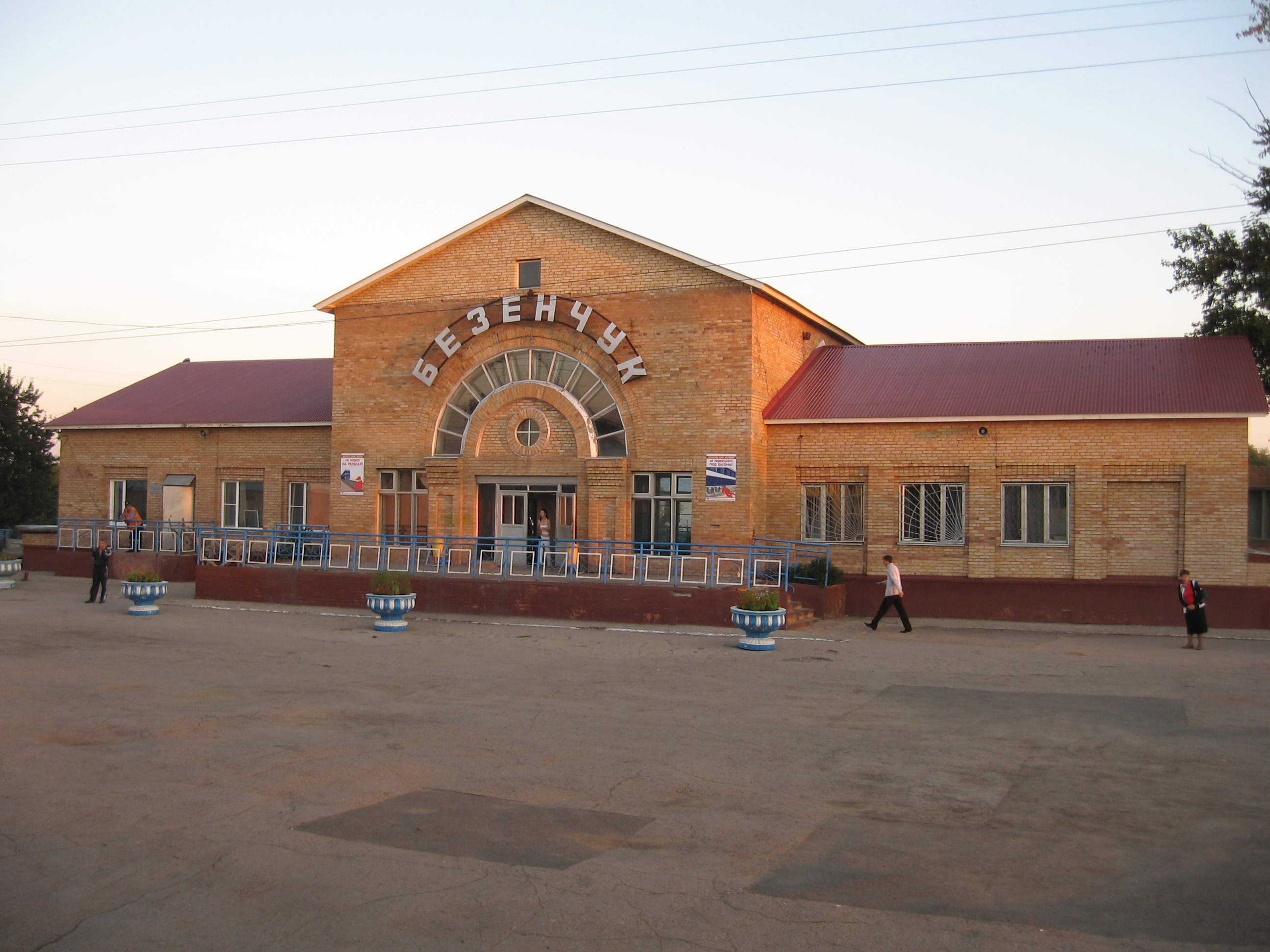
Bahnhof Besentschuk

In Besentschuk gibt es Betriebe des Maschinenbaus, der Bauwirtschaft und der Lebensmittelindustrie (Verarbeitung der Erzeugnisse des umgebenden Landwirtschaftsgebietes). Im Rajon wird Erdöl gefördert.
Die Siedlung liegt an der auf diesem Abschnitt 1877 eröffneten Eisenbahnstrecke Moskau–Samara–Tscheljabinsk (Südzweig der Transsibirischen Eisenbahn; Streckenkilometer 1035), von der hier die 1970 fertiggestellte Samaraer Güterumgehungsstrecke nach Kinel abzweigt.